# Меч Карла Великого

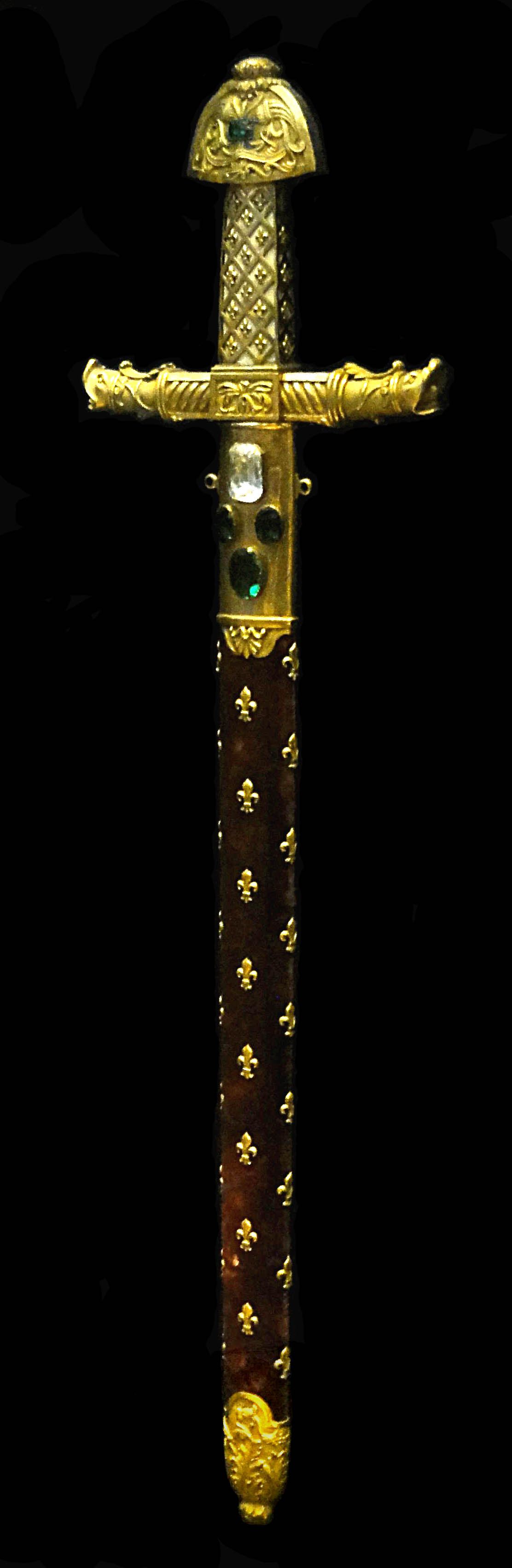
Меч «Жуайёз», XIII в.

Меч Карла Великого или Жуайёз (фр.  l'épée de Charlemagne / Joyeuse, ≈ Радостный или Радужный) — персональное оружие короля франков, а также меч, использовавшийся при коронационных мероприятиях монархов Франции. В настоящее время — экспонат Лувра.

## Легенды о Жуайёзе и их анализ

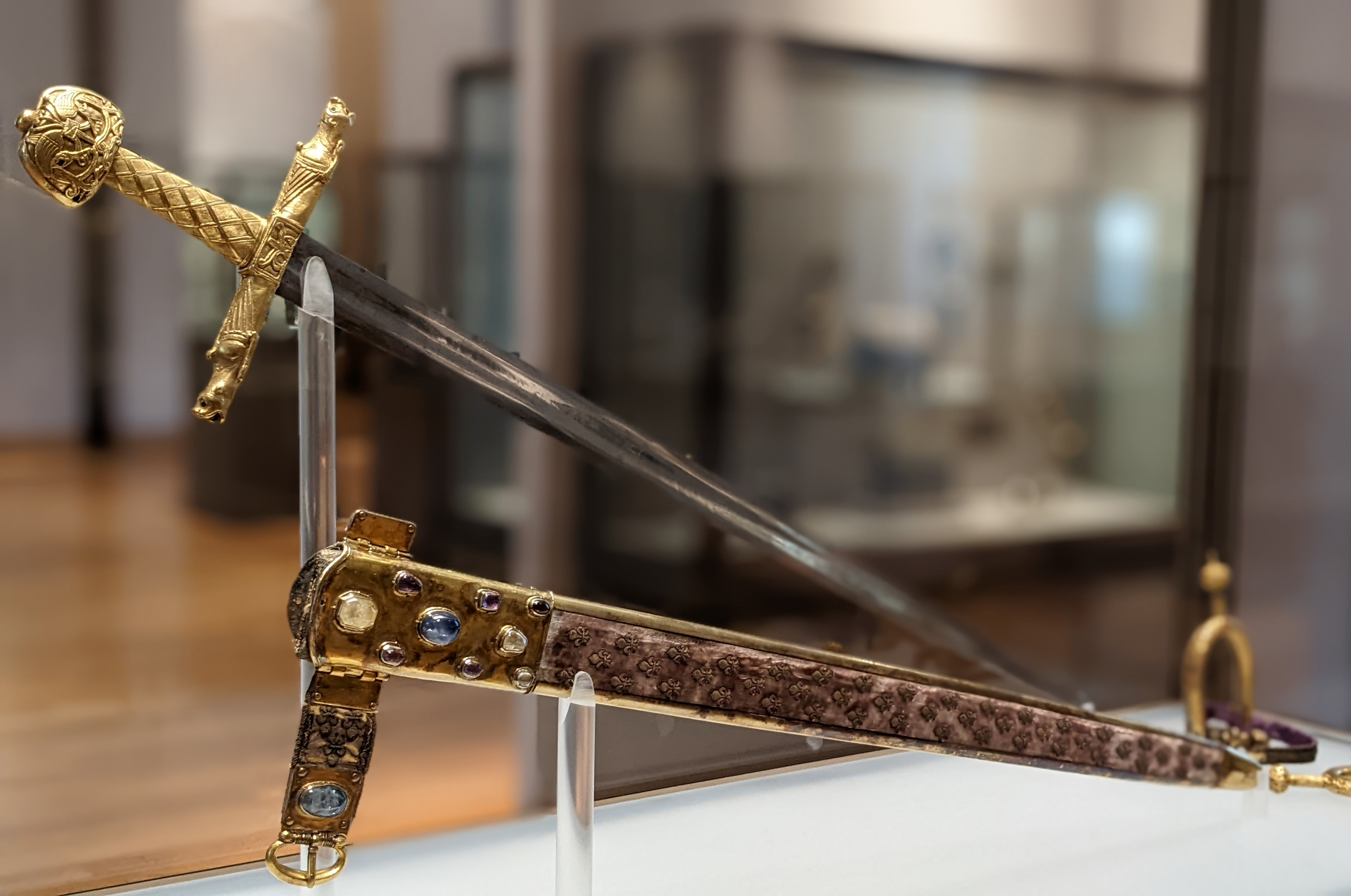
«Жуайёз» в экспозиции Лувра

Согласно преданиям, Жуайёз был выкован из того же металла, что и меч Эдуарда Исповедника Curtana и Дюрандаль Роланда. Другие источники утверждают, что клинок меча был изготовлен из острия копья Лонгина, которым римский легионер пронзил распятого Иисуса Христа. Вот как об этом рассказано в стихе CLXXXII «Песни о Роланде» (Турольд, XI век):

Меч Жуайёз свисает вдоль бедра,—

Он за день цвет меняет тридцать раз.

Кто не слыхал про острие копья,

Пронзившее распятого Христа?

Теперь тем острием владеет Карл.

Его он вправил в рукоять меча.

В честь столь большой святыни свой булат

Он Жуайёзом — «Радостным» — назвал.

Тот меч французам памятен всегда:

Недаром клич их бранный — «Монжуа!»

Недаром их никто не побеждал.

Во время Первого крестового похода действительно было объявлено о находке копья, которым была проткнута плоть уже мёртвого Иисуса Христа, что буквально разделило крестоносцев на верящих и не верящих в подлинность обретённого артефакта. Однако эти события проходили в 1096—1099 годах, в то время как Карл Великий скончался в 814 году. Современные научные методы (в том числе радиоуглеродный анализ) позволяют отнести возраст самых старых элементов этого оружия к XI веку, что также отражает невозможность владения им королём объединённого королевства франков.
К неожиданным выводам приходит британский оружейный историк Эварт Окшотт в своей Типологии мечей. Называя Жуайёз мечом Шарлеманя (автор использует не английскую форму имени императора Charles the Great, а устоявшуюся французскую — Шарлемань, фр. Charlemagne), он критикует экспертов, относящих оружие в целом к XIII веку, по следующим основаниям. По его мнению, эфес имеет форму, типичную для IX века; крестовина хотя и длиннее типовой для мечей франков, но это не большая редкость; навершие в форме «чехла для чайника» гораздо более соответствует 800 году, чем в 1200-м. Главная причина, по которой меч можно было бы отнести к XIII веку — клеймо на гарде, указывающее весовую долю золота. Однако, как считает Окшотт, Жуайёз был многократно перебран и получал дополнительные украшения, нанесение которых могло сопровождаться клеймлением золотого покрытия.

## Подтверждённые исторические факты

Парадный портрет Людовика XIV с мечом Карла Великого. Гиацинт Риго, 1701 год. Холст, масло.

Меч, называемый Жуайёзом Карла Великого, использовался в церемониях коронации французских монархов, начиная, вероятно, с Филиппа II Августа. Однако первое письменное упоминание о нём в хронике Гийома де Нанжи относится к торжествам 1271 года, когда короновался Филипп III Смелый. Последним царствовавшим представителем Бурбонов на французском престоле был Карл X. Использование меча в качестве атрибута передачи власти в 1824 году стало последним. Вместе с другими регалиями хранился в Аббатстве Сен-Дени, во время Великой французской революции (в 1793 году) перемещён в Лувр.
Меч в современном состоянии включает элементы отделки разных времён. Обе стороны черенка украшены тиснёными украшениями, изображающими птиц, близкими по мотивам к скандинавским орнаментам X—XI веков. Обе части гарды представляют собой стилизованных крылатых драконов, которые должны быть датированы XII веком. Инкрустированные в эфес алмазы относятся к XIII—XIV векам, а ножны изготовлены около 1300 года. Британский оружиевед Эварт Оукшотт высказывает уверенное мнение, что к коронации Наполеона I меч был полностью разобран, очищен и оснащён новой рукоятью. Ножны, вероятно, были почти полностью обновлены к коронации Карла X в 1825 году. Большая часть их поверхности вышита лилиями. Сохранившиеся старые элементы ножен включают большую золотую пластину, украшенную разными драгоценными камнями, и оформленную в том же стиле золотую пряжку к ремню.